# 34D/Gale
El cometa Gale (34D/Gale) es un cometa periódico perteneciente a nuestro Sistema Solar descubierto por Walter Frederick Gale en Sídney, Australia el 7 de junio de 1927.
La segunda aparición de este fue calculada y después prevista en 1938, pero Gale falló para encontrarlo; sin embargo, fue recalculado por Leland E. Cunningham quien lo observó posteriormente ese mismo año.
En 1949, tras su aparición no pudo ser detectado y debido a condiciones desfavorables para su observación no pudo ser recuperado y permanece como un cometa perdido desde ese momento.